# 関陽樹
関 陽樹（せき はるき、1987年6月22日 - ）はびわ湖放送のアナウンサー。元静岡エフエム放送→岐阜放送→秋田テレビ→北陸朝日放送→ 群馬テレビのアナウンサー兼報道記者。168cm。

## 来歴・人物
長野県安曇野市出身。2010年、帝京大学法学部法律学科卒業。東京アナウンスセミナー卒業生。
2011年2月、静岡エフエム放送（K-MIX）に入社。編成制作部に勤務する傍ら、『K-MIX LEAGUE-KANOGAWA』のパーソナリティを担当した。2012年3月に同局を退社。
2012年7月、岐阜放送（ぎふチャン）に入社。アナウンサー兼報道制作局報道部記者として勤務した。2013年7月に同局を退社。
2013年10月、秋田テレビに入社。前任地同様、アナウンサー兼司法・警察担当の記者として勤務した。2016年2月に同局を退社。
2016年3月、北陸朝日放送に入社。
2017年11月16日、群馬テレビに入社。独立放送局勤務は2局目、約4年ぶりとなる。
2021年3月31日をもって群馬テレビを退社した。
趣味はルアーフィッシング、スポーツ観戦。特技は第六感。漢検2級を持っている。
2023年7月から独立放送局勤務は3局目となるびわ湖放送のアナウンサーとして勤務。

## 出演番組
静岡エフエム放送時代
- K-MIX LEAGUE-KANOGAWA

岐阜放送時代
- NEWSぎふチャン[8]
- ラジオ土曜便[8]
- スポーツ中継番組[8]

秋田テレビ時代
- AKTスーパーニュース[9]

北陸朝日放送時代
- HABスーパーJチャンネル - 熱スポ[10]
- 全国高等学校野球選手権石川大会中継[10]

群馬テレビ時代
- ニュースジャスト6 - キャスター、お天気情報[5]
- ニュースeye8 - Mスポ
- レッツゴーカースポット